# Ralph McKittrick
Ralph McKittrick (n. 17 august 1877, Saint Louis, Missouri, SUA – d. 4 mai 1923, Saint Louis, Missouri, SUA) a fost un jucător de tenis ce a reprezentat Statele Unite ale Americii, medaliat olimpic. A participat la o ediție a Jocurilor Olimpice (1904) în care a câștigat o medalie de argint.

## Participări
Lista de mai jos prezintă principalele competiții la care a participat Ralph McKittrick de-a lungul carierei.
- golf at the 1904 Summer Olympics – men's team[*]